# Poienești (gmina)
Poienești – gmina w Rumunii, w okręgu Vaslui. Obejmuje miejscowości Dealu Secării, Florești, Frasinu, Fundu Văii, Oprișița, Poienești i Poienești-Deal. W 2011 roku liczyła 2855 mieszkańców.